# Idiocerus ambigenus
Idiocerus ambigenus är en insektsart som beskrevs av Dubovsky 1966. Idiocerus ambigenus ingår i släktet Idiocerus och familjen dvärgstritar. Inga underarter finns listade i Catalogue of Life.